# Prochoerodes transposita
Prochoerodes transposita là một loài bướm đêm trong họ Geometridae.